# Falsoxeanodera maculata
Falsoxeanodera maculata là một loài bọ cánh cứng trong họ Cerambycidae.